# ال‌سی‌ای‌سی کلاس زوبرا
ال‌سی‌ای‌سی کلاس زوبرا (به انگلیسی: Zubr-class LCAC) یک کلاس از کشتی است که طول آن ۵۷ متر (۱۸۷ فوت) می‌باشد.
پروژهٔ 1232.2 Zubr هاورکرافت Pomornik class
Zubr Bison بزرگترین هاورکرافت جهان است. این هاورکرافت روسی که در سال ۱۹۸۶ وارد نیروی دریایی شده با نام Skua Pomornik در ناتو شناخته می‌شود. هدف از طراحی این هاورکرافت کمک به انجام عملیات‌های سریع ساحلی از طریق جابجایی سریع ادوات زرهی و پیاده‌نظام به خاک دشمن است. این هاورکرافت همچنین توانایی حمایت آتش‌باری از گروه‌های عملیاتی را دارا می‌باشد. این هاورکرافت همچنین قابلیت عبور از مناطق مین‌گذاری شده را داراست.
این هاورکرافت مسلح به دو راکت‌انداز چندگانه stabilised multiple rocket launchers 4، سیستم موشکی ضدهوایی Igla-1M و دو توپ ۳۰میلیمتری ای‌ک-۶۳۰ می‌باشد. Zubr توانایی حمل ۱۳۰ تن بار را داراست که شامل ۳ تانک جنگی متوسط مانند T-80B، یا ۸ نفربر (infantry combat vehicles BMP-2) یا ۱۰ نفربر بی‌تی‌آر-۷۰ یا ۳۶۰ سرباز کاملاً مسلح را داراست. همچنین دارای سطح شیب‌دار(stern ramp) مستحکمی برای خروج سریع نیروها می‌باشد. این هاورکرافت دارای حداکثر سرعت ۶۰ گره دریایی است و قابلیت عبور از سطح دریا، ساحل شنی، سطوح باتلاقی، و موانع دارای ارتفاع حداکثر دو متر را داراست.
ظاهراً تعداد ۱۰ هاورکرافت از این نوع بین سالهای ۱۹۸۶ تا ۱۹۹۴ ساخته شده‌است. که تعداد ۴ هاورکرافت تحویل اوکراین شده‌است. گمان می‌رود طراحی این هاورکرافت قابل اطمینان نباشد و عمر موتور استاندارد ۵۰۰ ساعت باشد در حالی که اگر تعداد تانک‌ها از ۱ به ۳ افزایش یابد عمر موتور به ۵۰ ساعت کاهش میابد.
به نظر می‌رسد شش هاورکرافت باقیمانده هنوز در حال خدمت باشند؛ اگرچه گمان می‌رود تعدادی غیرقابل استفاده باشند. طبق گزارش‌های رسیده نیروی دریایی یونان قصد خرید دو هاورکرافت از نیروی دریایی روسیه دارد و ۲ هاورکرافت دیگر نیز در اوکراین ساخته‌خواهد شد. حوالی سال ۱۹۹۰ ساخت دو هاورکرافت لغو شد و ناتمام ماند.en:Zubr-class LCAC

## مشخصات فنی
مشخصات فنی این هاورکرافت به صورت حدسی بیان می‌شود :
طراح: Sudostroil'noye Obyedieneniye (Almaz), Dekabristov SY, St. Petersburg
سازنده: Yuzhnaya Tochka SY, Feodosiya
دیسپلیسمنت: ۴۸۰ تن استاندارد ۵۳۸ تن در حالت پر
سرعت: ۶۳–۶۰ گره دریایی
موتورهای پیشران: 5 gas. turbines x 10000 hp; 3 four bladed variable air props. , GT generator: 4x100 kW; 300 n.m/55 kts; endurance: 5 days
خدمه: ۲۱الی ۳۱ نفر
تسلیحات: 2x22 140mm Ogon launchers (132 missiles) 4 x 4 SA Strela-3 total:۳۲
توپ‌ها: 2 x 6 AK-630 gattl. AA (6 x 30 mm; r: 6'000rds/m/mount; 6000 rounds)
ظرفیت جابجایی: 3 T-80 tanks or 8 BMP-3 or 10 BTR-80 APC or 140 assault troops with 130 tons cargo
تجهیزات الکترونیکی: General detection radar Navigation radar Electronic Countermeasures System

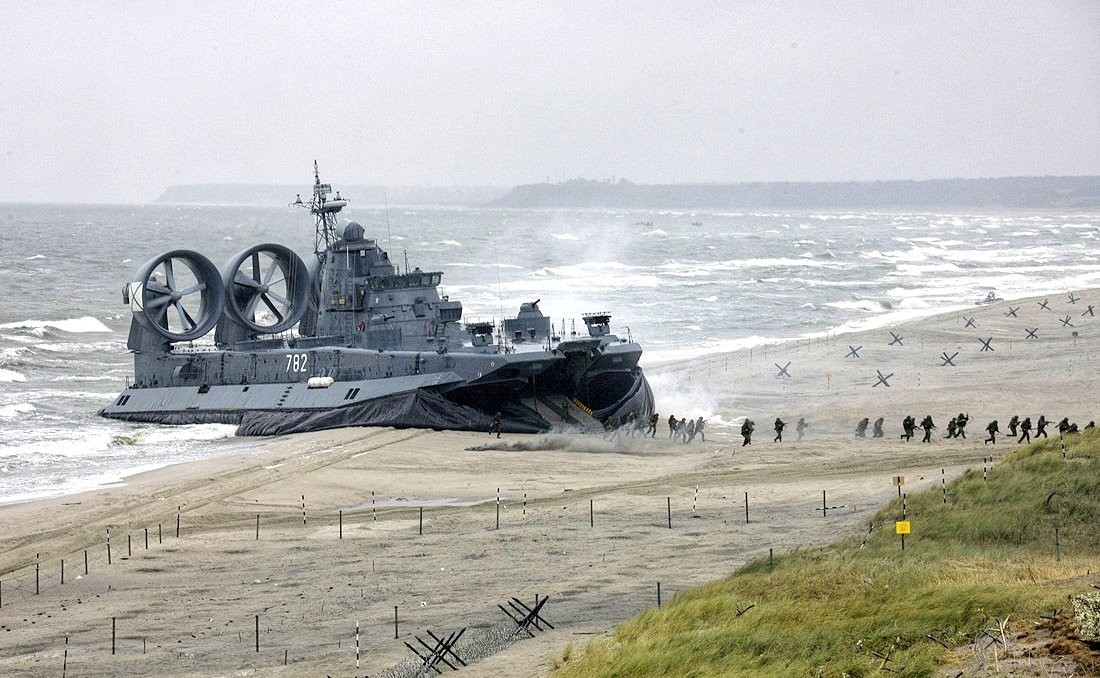